# Tmeticus neserigonoides
Tmeticus neserigonoides är en spindelart som beskrevs av Saito och Ono 200. Tmeticus neserigonoides ingår i släktet Tmeticus och familjen täckvävarspindlar. Inga underarter finns listade i Catalogue of Life.